# Ripartitella
Ripartitella is een geslacht van schimmels in de orde van de Agaricales. De typesoort is Ripartitella squamosidisca. De familie is niet met zekerheid bepaald (incertae sedis).

## Soorten
Volgens Index Fungorum telt het geslacht vijf soorten (peildatum april 2023):
| Soortnaam                  | Auteur(s)                      | Publicatiejaar |
| -------------------------- | ------------------------------ | -------------- |
| Ripartitella alba          | Halling & Franco-Mol.          | 1996           |
| Ripartitella brasiliensis  | (Speg.) Singer                 | 1951           |
| Ripartitella brunnea       | Ming Zhang, T.H. Li & T.Z. Wei | 2019           |
| Ripartitella sipariana     | (Dennis) Dennis                | 1970           |
| Ripartitella squamosidisca | (Murrill) Singer               | 1947           |